# Moyenneville (Pas-de-Calais)
Moyenneville é uma comuna francesa na região administrativa de Altos da França, no departamento de Pas-de-Calais. Estende-se por uma área de 6,48 km². Em 2010 a comuna tinha 280 habitantes (densidade: 43,2 hab./km²).